# Physalis hintonii
Physalis hintonii ist eine Pflanzenart aus der Gattung der Blasenkirschen (Physalis) in der Familie der Nachtschattengewächse (Solanaceae), die ausschließlich in Mexiko vorkommt.

## Beschreibung
Physalis hintonii ist eine ausdauernde, krautige Pflanze, die Wuchshöhen von 30 bis 55 mm erreicht. Sie ist mit 1 mm langen, verzweigten Trichomen behaart. Die Laubblätter sind eiförmig, der Rand kurzgewellt. Die größten Blätter sind 5 bis 9 cm lang und 3 bis 6 cm breit. Die Blattstiele sind 10 bis 35 mm lang.
Der Kelch ist zur Blütezeit 10 bis 16 mm lang und an der Basis der Kelchzipfel 9 bis 14 mm breit. Die Kelchzipfel sind dreieckig-eiförmig und 5 bis 10 mm lang. Die Krone ist gefleckt, 13 bis 18 mm lang und misst 17 bis 20 mm im Durchmesser. Die Staubbeutel sind violett gefärbt und 3 bis 4 mm lang, die Staubfäden sind 3 bis 5 mm lang.
Der Kelch vergrößert sich an der Frucht auf eine Länge von 25 bis 35 mm und einen Durchmesser von 18 bis 22 mm, im Querschnitt ist er fünfeckig. Die Beere hat einen Durchmesser von etwa 1 cm.